# اتوکارز

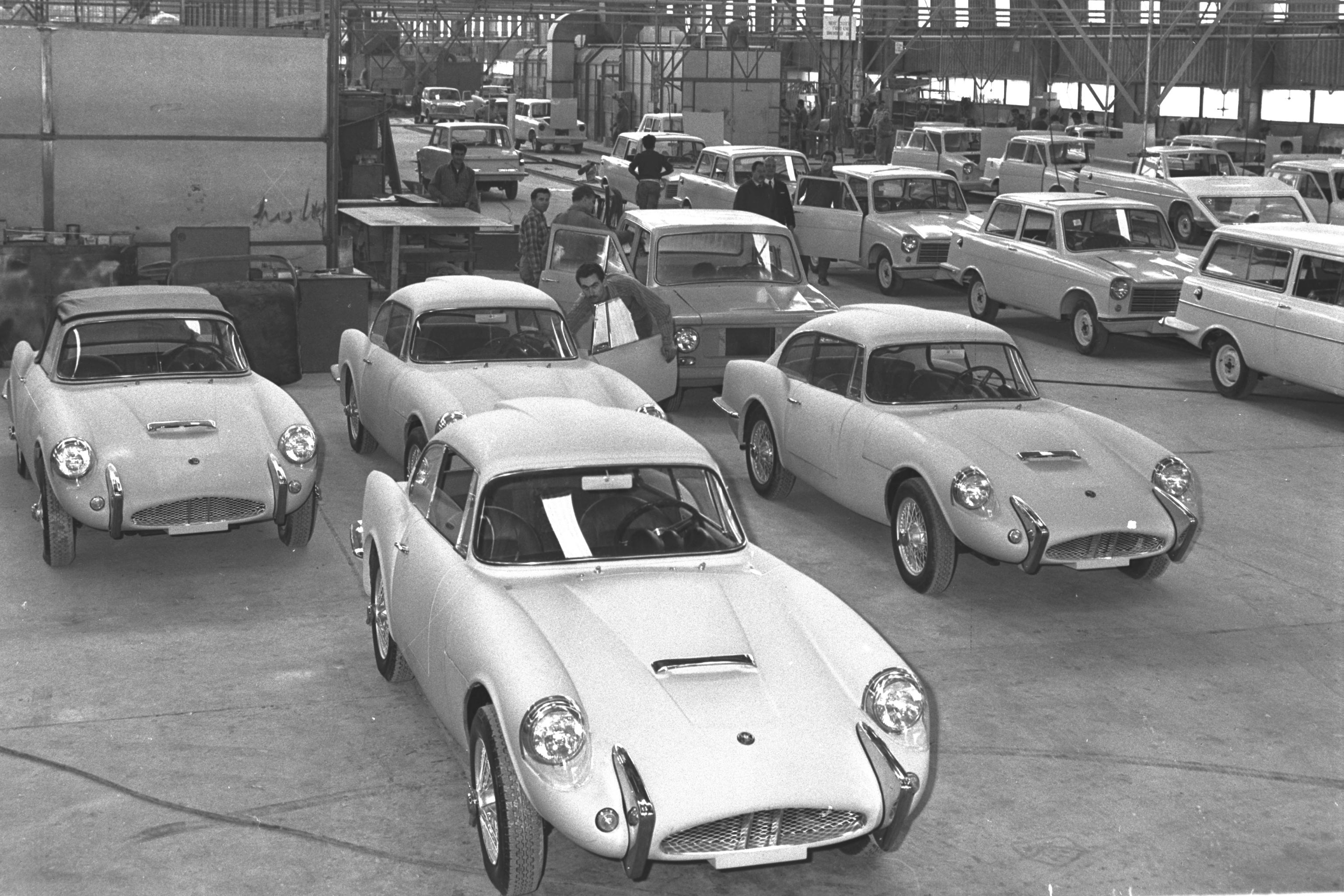
صبرا اسپورت، سوسیتا ۱۲ استیشن واگن و سدان (کارمل) در محل کارخانه در سال ۱۹۶۷

شرکت اتوکارز با مسئولیت محدود (انگلیسی: Autocars Co. Ltd.; عبری: אוטוקרס‎) نخستین شرکت خودروسازی اسرائیل بود که در حیفا مستقر بود.